# 清乾隆哥釉八楞瓶
清乾隆哥釉八楞瓶為清朝時製作的瓶子，高33.4公分，口徑9.5公分，瓶底直徑13.5公分。 
整個瓶子呈現八邊形，白色，瓶口較大，瓶頸窄，瓶身到瓶底呈現收斂狀。整體用哥釉覆蓋，密布的開片紋，底部有「大清乾隆年製」的篆書字樣。

## 製作年間
約在西元1736－1795年，作者不詳

## 資料來源
- . 典藏台灣. 中央研究院數位文化中心.   [2017-10-11]. （原始内容存档于2017-10-11）.
- . 器物典藏資料檢索系統. 國立故宮博物院.   [2017-10-11]. （原始内容存档于2017-10-11）.
- . 典藏資料檢索系統. 國立故宮博物院.   [2024-04-15]. （原始内容存档于2024-05-14）.